# Neoaves
Neoaves je klad zahrnující všechny moderní ptáky kromě běžců (Palaeognathae) a Galloanserae (hrabaví a vrubozobí). K Neoaves se řadí kolem 95 % z asi 10 tisíc známých ptačích druhů. Původ této skupiny sahá do K-T rozhraní, resp. vymírání na konci křídy, po kterém se Neoaves velmi rychle diverzifikovali v rozmezí pouhých 0,5–5 milionů let. Následkem takovéto rapidní radiace je velmi obtížné rozluštit fylogenetické vztahy mezi jednotlivými skupinami ptáků. Novější genetické analýzy však naznačují, že zástupci kladu Neoaves vznikli již v průběhu pozdní křídy (asi před 100 až 80 miliony let) a jejich diverzifikace byla stabilní a pozvolná, a to i na přelomu křídy a paleogénu před 66 miliony let. Jejich evoluční rozvoj mohl úzce souviset s vývojem krytosemenných rostlin.
I přes značný pokrok ve fylogenetických technikách založených na DNA jsou výsledky fylogenetických analýz Neoaves rozdílné až protichůdné. I přes řadu dílčích neshod se moderní studie shodují na několika vyšších kladech, které Reddy et al. (2017) nazývá jako „sedm statečných“ (magnificent seven), které společně se třemi „sirotčími řády“ utváří skupinu Neoaves. Jedná se o tyto klady:
- „Sedm statečných“ vyšších kladů:

1. Telluraves
2. Aequornithes
3. Eurypygimorphae
4. Otidimorphae
5. Strisores
6. Columbimorphae
7. Mirandornithes

- „Tři sirotčími řády“
  - Opisthocomiformes
  - Gruiformes
  - Charadriiformes